# كيث مارتن
كيث مارتن هو سياسي كندي، ولد في 13 أبريل 1960 في لندن في المملكة المتحدة. حزبياً، نشط في الحزب الليبرالي الكندي. وقد انتخب عضو مجلس العموم الكندي.